# Ludvík Čelanský
Ludvík Vítězslav Čelanský (17. července 1870, Vídeň – 27. října 1931, Praha) byl český dirigent a hudební skladatel.

## Život

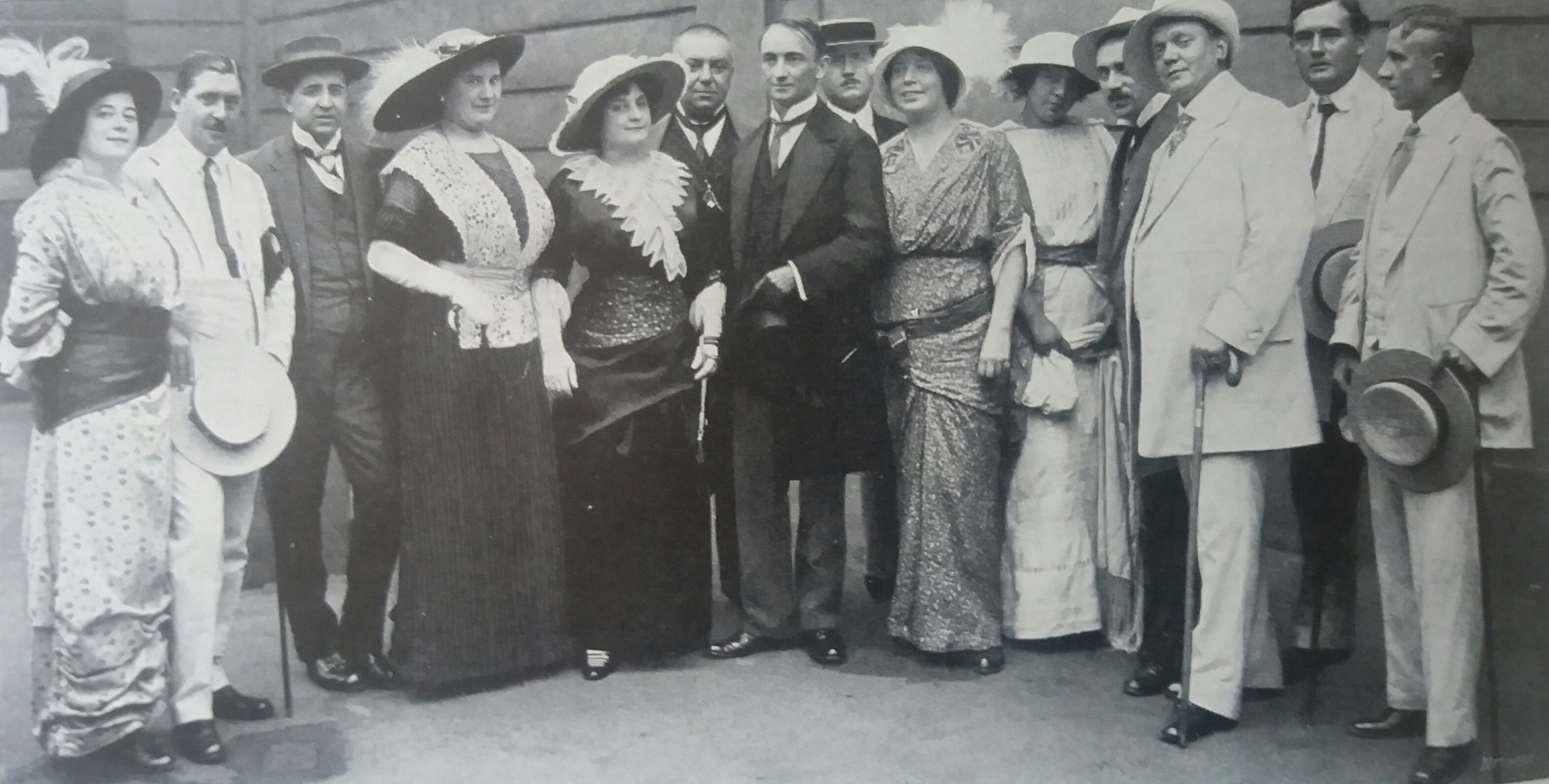
Ludvík Vítězslav Čelanský (uprostřed) v roce 1907 se členy první zpěvohry Divadla na Vinohradech

Vystudoval učitelský ústav v Kutné Hoře a rok učil v Horní Krupé. Poté studoval skladbu na Pražské konzervatoři, kde jeho učitelem byl Karel Stecker. Vedle toho navštěvoval Pivodovu operní školu a činoherní školu Národního divadla.
Po ukončení studií se stal v roce 1895 dirigentem opery v Plzni. V sezóně 1898/1899 řídil orchestr opery v Záhřebu a v následující sezóně byl 3. dirigentem Národního divadla v Praze. V srpnu roku 1898 se oženil s Marií Hereykovou. Roku 1900 založil polskou operu ve Lvově.
Historicky nejdůležitějším činem Čelanského bylo vytvoření stálého souboru České filharmonie. První koncert se sice konal již 4. ledna 1896 v pražském Rudolfinu za řízení Antonína Dvořáka, ale těleso bylo podle potřeby sestavováno z hudebníků různých pražských orchestrů. Čelanský využil stávky orchestru Národního divadla k vytvoření stálého profesionálního symfonického orchestru a stal se v roce 1901 jeho prvním šéfdirigentem. Nebyl však schopen řešit finanční problémy tělesa, a tak po roce odstoupil a předal vedení Oskaru Nedbalovi.
Vrátil se do Lvova a i zde založil a řídil symfonický orchestr a kromě toho byl ředitelem operních scén v Krakově a v Lodži. V následující dvou letech byl ředitelem filharmonie v Kyjevě a ve Varšavě. V roce 1907 se vrátil do Prahy a založil operní scénu v nově otevřeném Divadle na Vinohradech.
V roce 1909 odešel do Paříže, kde se stal ředitelem operního divadla Apollo a kromě toho řídil symfonický orchestr. Za vynikající nastudování Offenbachových děl byl jmenován důstojníkem Francouzské akademie.
Po první světové válce dostal nabídku na řízení komické opery v New Yorku, kterou však odmítl. Nakrátko se vrátil k České filharmonii a posléze založil ještě jeden symfonický orchestr – Šakovu filharmonii. Po roce 1921 již dirigoval pouze pohostinsky a soukromě vyučoval zpěv.
Jako hudební skladatel vycházel z tradic romantické hudby 19. století. V době svého pařížského působení byl silně ovlivněn francouzským impresionismem. S rozvojem filmu komponoval i hudbu k filmům.

## Dílo

### Opera
- Kamilla (1897)

### Orchestrální skladby
- Premiéra na vsi (1900)
- Vzkříšení Polsky (předehra – 1904)
- Symfonie „Z mého života“ v pěti větách
- Duchovní vývoj člověka dle starého zákona Symfonická trilogie (Adam, Noe, Mojžíš – 1918)
- Hymnus slunci (Symfonická báseň – 1919)

### Písně
- Nálady (1895)

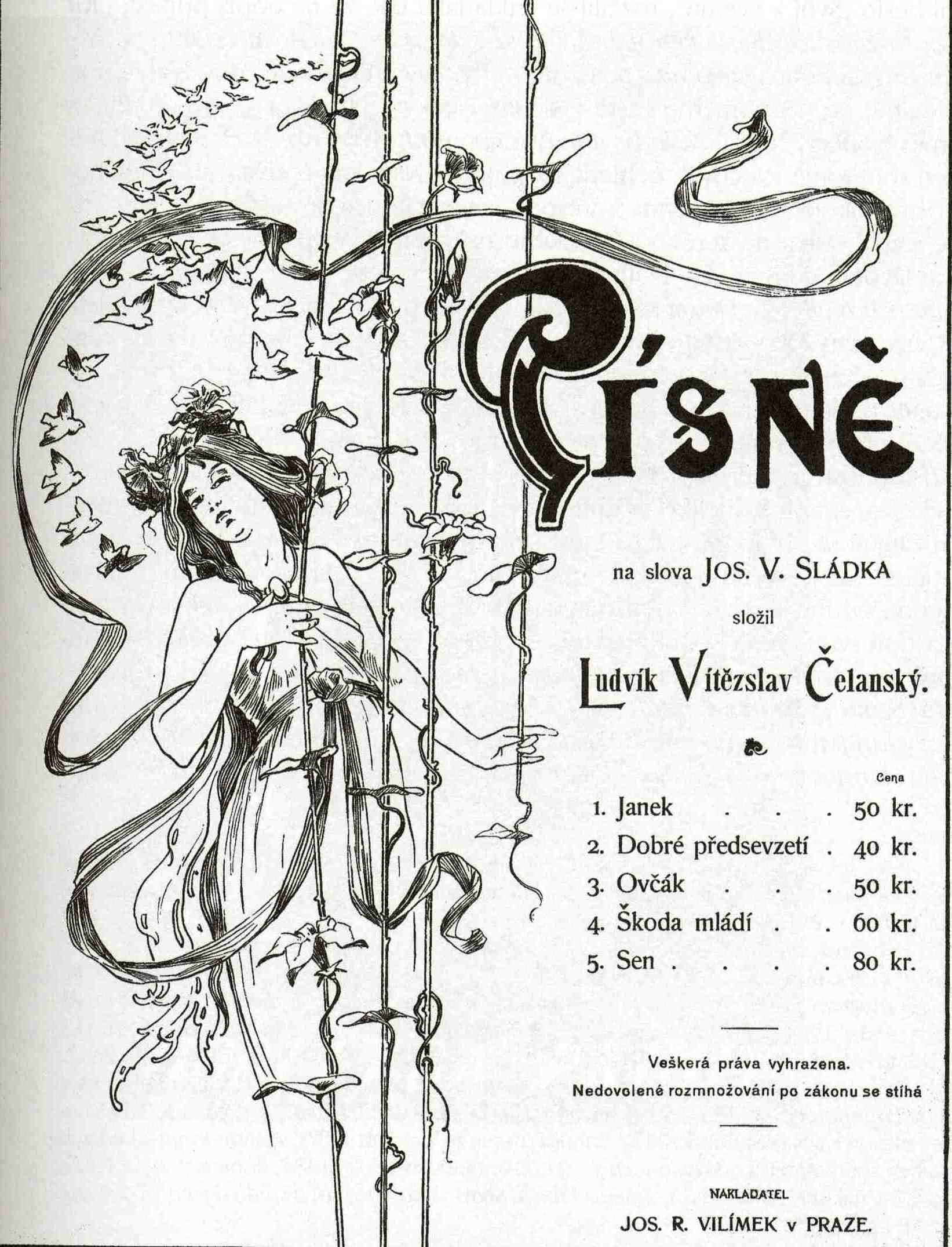
Titulní list písní Ludvíka Čelanského

- Melancholické písně na slova Jaroslava Kvapila (1895)
- Deset písní na slova Josefa Václava Sládka a Karla Želenského (1896)
- Dvanáct písní na slova Františka Serafínského Procházky (1902)
- Ukolébavka s orchestrem (1904)
- Píseň o matičce

### Sbory
- Vlast
- Srbské kolo

### Melodramy
- Žebrák (1894)
- Země (1894)
- Balada o duši Jana Nerudy (1895)
- Česká píseň (1902)
- Bratři (1903)
- Zvony (1903) – na slova Edgara Allana Poe

### Chrámové skladby
- Pět duchovních písní (1916)
- Te Deum (1916)